# Héliopause
Pour un article plus général, voir Héliosphère.

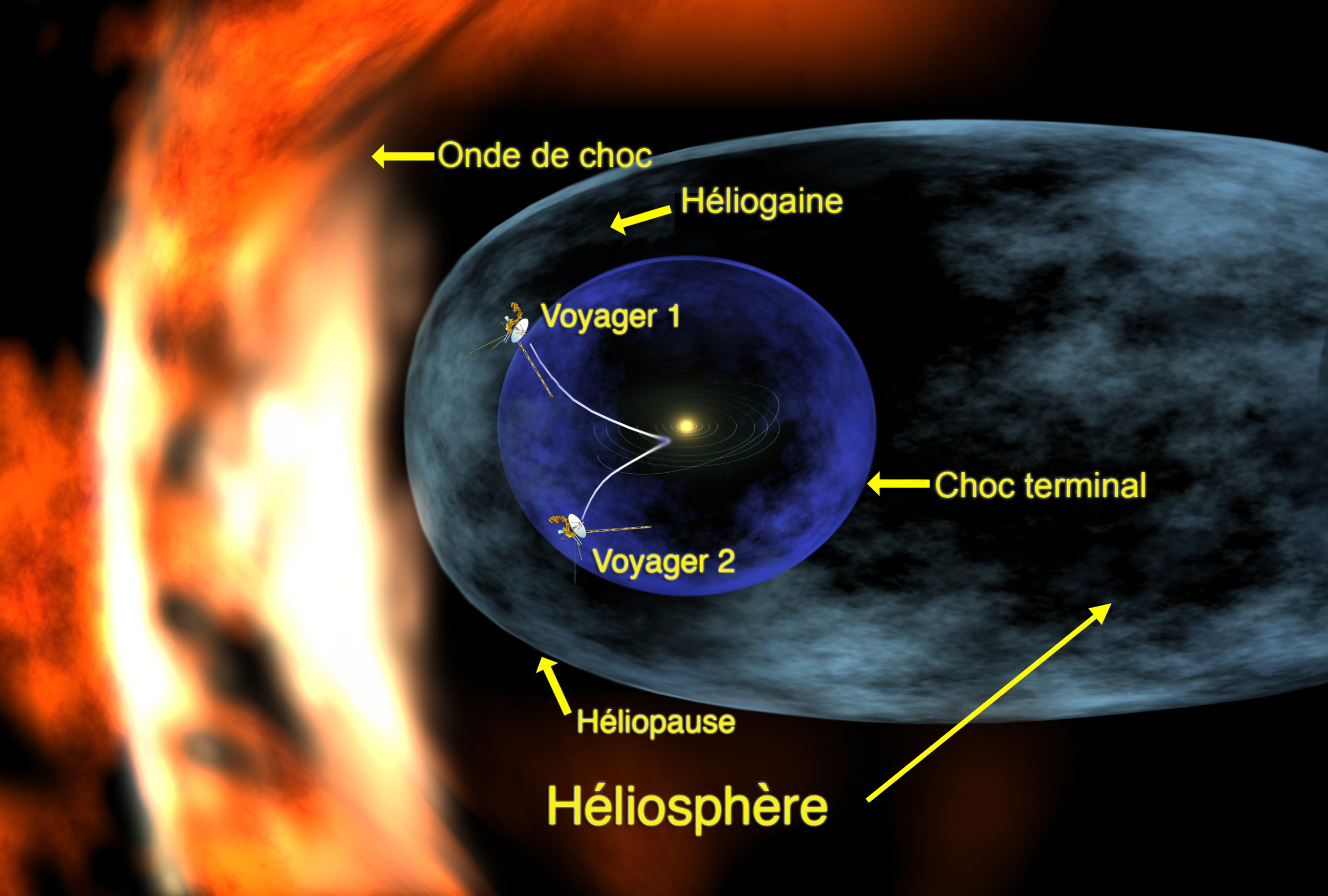
Schéma simplifié de l'héliosphère, montrant la position approximative des sondes Voyager 1 et 2 en 2005.

En astronomie, l'héliopause est la limite où le vent solaire du Soleil est arrêté par le milieu interstellaire.
Par analogie, l'héliopause est la magnétopause entre la magnétosphère du système solaire et les courants de plasma de la Galaxie.

## Structure
Le vent solaire souffle une « bulle » dans le milieu interstellaire (le gaz d'hélium et d'hydrogène raréfié qui emplit la Galaxie). Cette bulle est l'héliosphère et sa limite extérieure se trouve là où la poussée du vent solaire n'est plus suffisante pour repousser le milieu interstellaire, constitué des vents stellaires des astres proches et des nuages de gaz entre ces astres. Cette limite, l'héliopause, est souvent considérée comme étant la frontière extérieure du système solaire.
Au sein de l'héliosphère se trouve une limite appelée « choc terminal » où des particules de vent solaire supersoniques sont ralenties à des vitesses subsoniques par le milieu interstellaire[réf. nécessaire]. La couche entre le choc terminal et l'héliopause est l'héliogaine. Lorsque des particules émises par le Soleil entrent en collision avec les particules interstellaires, elles ralentissent en émettant de l'énergie (se réchauffant). Beaucoup de particules s'accumulent là et autour de l'héliopause, fortement énergisées par leur décélération, créant une onde de choc.
La distance à l'héliopause n'est pas connue précisément. Elle est probablement bien plus courte du côté du système solaire faisant face au mouvement orbital à travers la galaxie. Elle peut aussi varier en fonction de la vitesse actuelle du vent solaire et de la densité locale du milieu interstellaire. Elle se situerait bien au-delà de l'orbite de Pluton et de la ceinture de Kuiper. Cependant, en août 2018, la sonde New Horizons rapporte des informations concernant la rencontre d'une grande structure au-delà de la ceinture de Kuiper, pouvant bien s'apparenter à l'héliopause[réf. nécessaire].

## Étude
Commencée en 1989, la mission VIM (Voyager Interstellar Mission) des sondes Voyager 1 et Voyager 2 consiste à découvrir et à étudier le choc terminal, l'héliogaine et l'héliopause. En 2003, la revue Nature a publié successivement deux articles scientifiques à ce sujet, dans lesquels les auteurs interprétaient les mesures de Voyager 1 pour ou contre l'atteinte du choc terminal par la sonde. Le détecteur de plasma n'est plus opérationnel depuis plusieurs années, mais les scientifiques étudient les données d'autres détecteurs et la controverse est née de ce que, en août 2002 (à 84,7 au du soleil), Voyager 1 serait passée au-delà du choc terminal et, en février 2003 (à 87 ua), il serait revenu à l'intérieur. L'interprétation la plus courante semble être que les limites définies ici sont hautement fluctuantes (sans doute sous l'influence directe du vent solaire). Mais l'interprétation des données reste sujette à caution et il est possible que le phénomène observé ne soit qu'un signe avant-coureur du choc terminal lui-même.
En mai 2005, la NASA annonce que, grâce à de nouvelles données, la communauté scientifique s'accorde à dire que Voyager 1 a franchi le choc terminal et est entrée dans l'héliogaine. Voyager 1 devrait atteindre l'héliopause d'ici 2020 au rythme de 3 ua par an et devrait disposer d'assez d'énergie pour transmettre les informations.
En 2007, Voyager 2 atteint à son tour l'héliogaine et ses instruments de mesure, en état de fonctionner, en révèlent un peu plus sur cette zone. L'intensité du vent solaire varie en fonction de l'activité de notre étoile, l'héliogaine semble palpiter et sa distance varier. L'intensité des champs magnétiques rencontrés varie également fortement, contrairement aux prévisions, et la température chute d'une valeur dix fois plus faible que ce que les modèles prévoyaient. Voyager 2 rejoint l'héliopause au milieu des années 2010 et fonctionne toujours fin 2023.
Un sursaut d'intensité du flux de particules cosmiques mesuré par la sonde Voyager 1, puis une stabilisation début juillet 2012, ont été observés, évènement que l'astronome française Rosine Lallement pense être le signal correspondant au franchissement de la frontière entre notre système solaire et le milieu interstellaire, l'héliopause. Ce serait le premier objet d'origine humaine à franchir cette limite qui serait située à 120 ua du Soleil et qui aurait une épaisseur d'environ une demi-unité astronomique. La vitesse de croisière de Voyager 1 est de plus de 60 000 km/h.